# 禿尾蛇鰻
禿尾蛇鰻，為輻鰭魚綱鰻鱺目糯鰻亞目蛇鰻科的其中一種，分布於西太平洋區的新喀里多尼亞及斐濟海域，體長可達66.9公分，棲息在底層海域，屬肉食性，生活習性不明。

## 擴展閱讀
維基物種上的相關：禿尾蛇鰻